# STS-3
STS-3 — третий космический полёт МТКК «Колумбия», третий полёт по программе «Спейс шаттл». Основной задачей полёта было испытание грузового манипулятора «Канадарм». По причине непригодности для посадки основной полосы на авиабазе Эдвардс (Edwards Air Force Base) из-за проливных дождей посадка была перенесена на сутки и произведена на запасную полосу — высохшее дно соляного озера на полигоне Уайт Сэндс (White Sands) в штате Нью-Мексико. Оборудование, необходимое для обеспечения посадки челнока и его послеполётного обслуживания, было срочно перевезено на полигон железнодорожным транспортом.

## Экипаж
- Джек Лаусма (2) — командир
- Чарлз Фуллертон (1) — пилот

### Дублирующий экипаж
- Томас Маттингли — командир
- Генри Хартсфилд — пилот